# 대산초등학교 부목분교
대산초등학교 부목분교는 경상남도 함안군 대산면 부촌길 23 (부목리)에 있었던 분교이다.

## 연혁
- 1998년 9월 1일 부목분교장 폐교로 (구)대산초등학교에 통합
- 1996년 11월 1일 배달급식 실시
- 1992년 3월 1일 대산국민학교 부목분교장 격하
- 1987년 3월 5일 병설유치원 개원
- 1943년 4년 10일 부목초등학교 인가
- 1936년 4월 1일 대산공립보통학교 부설 부목간이학교 개교